# Raymonde Dury
Raymonde Dury (ur. 22 lipca 1947 w Haine-Saint-Paul) – belgijska i walońska polityk, socjolog oraz samorządowiec, deputowana do Parlamentu Europejskiego I, II, III i IV kadencji.

## Życiorys
Absolwentka socjologii na Université Libre de Bruxelles (1970). W latach 1970–1976 pracowała w centrali socjalistycznej organizacji kobiecej Femmes Prévoyantes Socialistes. Następnie do 1982 była oficerem prasowym w grupie socjalistycznej w Europarlamencie.
W 1982 objęła mandat eurodeputowanej, w PE zasiadała nieprzerwanie do 1998 w okresie czterech kadencji. Była m.in. wiceprzewodniczącą Komisji ds. Regulaminu i Petycji oraz Komisji ds. Petycji, a także wiceprzewodniczącą frakcji Partii Europejskich Socjalistów. Od 1989 pełniła jednocześnie funkcję radnej miejscowości Jette.
Odeszła z PE w związku z objęciem stanowiska przewodniczącego (gouverneur) okręgu administracyjnego regionu stołecznego Brukseli, zrezygnowała z tej funkcji po kilku miesiącach w 1998. Zawodowo później związana z branżą ubezpieczeniową. Podjęła także działalność w międzynarodowej organizacji pozarządowej International Centre for the Prevention of Crime, w latach 2004–2009 była przewodniczącą jej rady dyrektorów.